# Arnaud Jacomet
Arnaud Marie Pierre André Jacomet (* 20. Oktober 1946 in Paris; † 14. Oktober 2011 in Brüssel, Belgien) war ein französischer Diplomat und Historiker.
Jacomet begann seine Karriere bei der NATO, von wo er im Jahr 2001 zur Westeuropäischen Union (WEU) wechselte, dort wurde er Leiter des Generalsekretariats. Die Laufzeit seines Vertrages betrug fünf Jahre.
Jacomet war ab dem 25. November 2009 als Leiter des Generalsekretariats geschäftsführender Generalsekretär der WEU, da sein Vorgänger Javier Solana ausschied und dessen Nachfolgerin, Catherine Ashton, auf Grund des Vertrags von Lissabon dieses Amt nicht übernahm. Er war der letzte Inhaber dieser Ämter, da 2010 die Auflösung der Organisation bis 2011 bekanntgegeben und Ende Juni 2011 abgeschlossen wurde. Somit war seine Hauptaufgabe die Abwicklung der Organisation sowie das Erstellen eines Sozialplans für die Mitarbeiter.

## Veröffentlichungen
- Regional and state security challenges in the Mediterranean : the WEU's response., Reading : University of Reading, Graduate School of European and International Studies, 1995.